# Мигель-Алеман (водохранилище)
Миге́ль-Алема́н — крупное водохранилище в регионе Папалоапан, в северной части штата Оахака, Мексика. Образовано в результате строительства одноимённой плотины на реке Тонто. Через систему каналов оно соединено с водохранилищем плотины Серро-де-Оро на реке Санто-Доминго, чьи воды ниже по течению формируют реку Папалоапан. Используется для регулирования водного режима (предотвращения наводнений в долине реки Папалоапан) и работы расположенной на плотине гидроэлектростанции Темаскаль.
Площадь водосборного бассейна — 3286 км². Площадь поверхности — 187,35 км². Нормальный подпорный уровень — 66,5 м над уровнем моря. Объём при нормальном подпорном уровне — 8 824,94 млн м³, полезный объём — 6 898,19 млн м³. Наполнено в 1955 году. Высота плотины — 76 м, длина — 830 м.
Этот живописный искусственный водоём играет важную роль в жизни региона. Его берега и острова, среди которых выделяются Сан-Мигель-Сояльтепек и Исабель-Мария, частично имеют статус охраняемой природной территории. Водохранилище славится рыбными ресурсами — здесь ведётся промысел сома, тиляпии и карпа с ежегодным уловом около 700 тонн.
Озеро стало популярным туристическим объектом: гости региона занимаются здесь спортивной рыбалкой, водными лыжами и прогулками на лодках. Особой традицией стали майские соревнования по гребле, привлекающие множество участников и зрителей.
В последние десятилетия экологи и историки активно изучают последствия реализации проекта «Папалоапан», отмечая как экономические выгоды от создания водохранилища, так и его влияние на местные экосистемы.